# Solpugassa signata
Solpugassa signata är en spindeldjursart som först beskrevs av Roewer 1934.  Solpugassa signata ingår i släktet Solpugassa och familjen Solpugidae. Inga underarter finns listade i Catalogue of Life.